# 阿拉斯共和國
阿拉斯共和國是外高加索一個短暫、不受普遍承認的國家，其領土約等於今日亞塞拜然的納希切萬自治共和國。1918年12月，英國駐外高加索專員奧利弗·瓦德羅普計畫將納希切萬劃入亞美尼亞民主共和國，作為對此提案的反抗，阿拉斯共和國於在亞塞拜然民主共和國與鄂圖曼帝國支持下，由賈法爾古盧·納希切萬斯基宣布成立，得名自南部的國界阿拉斯河，為亞塞拜然的附庸國。1919年6月，德拉斯塔馬特·卡納揚與英國將領率亞美尼亞軍隊攻佔納希切萬，阿拉斯共和國瓦解，不過7月底亞塞拜然與鄂圖曼軍隊即將亞美尼亞軍隊逐出，同年8月10日雙方宣布停火。